# تپه سر آسیابان
تپه سر آسیابان مربوط به هزاره اول قبل از میلاد - دوره اشکانیان - سده‌های اولیه دوران‌های تاریخی پس از اسلام است و در شهرستان کوهدشت، بخش مرکزی، دهستان کوهدشت شمالی، ۱/۲ کیلومتری جنوب شرق روستای چم کبود واقع شده و این اثر در تاریخ ۲۸ اسفند ۱۳۸۵ با شمارهٔ ثبت ۱۸۸۱۱ به‌عنوان یکی از آثار ملی ایران به ثبت رسیده‌است.